# Niels Vandeputte
Niels Vandeputte, né le 19 septembre 2000 à Malle, est un coureur cycliste belge. Spécialiste du cyclo-cross, il pratique également le cyclisme sur route et le VTT.

## Biographie
En janvier 2018, Niels Vandeputte gagne chez les juniors (moins de 19 ans) le GP Adrie van der Poel, septième manche de la Coupe du monde de cyclo-cross. Il s'agit de sa première victoire en Coupe du monde, ce qui le place dans la liste des favoris pour les mondiaux juniors organisés une semaine plus tard. Néanmoins, il ne termine que 23e lors de ceux-ci.
En 2019, il remporte chez les espoirs (moins de 23 ans) le Duinencross, une manche de la Coupe du monde espoirs disputée à Coxyde. En août 2020, il est pris comme stagiaire au sein de l'équipe Alpecin-Fenix. Le 11 décembre, il se cassé une vertèbre après une chute lors de la reconnaissance du Scheldecross. Il reprend la compétition le 23 janvier et le 14 février il monte sur son premier podium chez les élites en prenant la troisième place du Brussels Universities Cyclocross, dernière manche du X²O Badkamers Trofee.
Le 1er mars 2021, il signe son premier contrat professionnel avec Alpecin-Fenix (même s'il figure dans l'effectif de l'équipe de développement), l'équipe où il courait depuis plusieurs années en contrat jeune. Début novembre, il est médaillé d'argent du championnat d'Europe de cyclo-cross espoirs, battu au sprint par Ryan Kamp.
Chez les élites, Vanderputte monte sur le podium en Coupe du monde des manches à Val di Sole en 2022 et 2023. Début 2024, il remporte le Krawatencross à Lille, l'une des épreuves du X²O Badkamers Trofee. Sur route, il décroche une victoire d’étape sur le Kreiz Breizh Elites.

## Palmarès en cyclo-cross
- 2016-2017
  - Internationale Cyclocross Rucphen juniors
  - 10e du Superprestige juniors
- 2017-2018
  - Coupe du monde de cyclo-cross juniors #7, GP Adrie van der Poel
  - Trophée des AP Assurances juniors #8, Krawatencross
  - Superprestige juniors #8, Noordzeecross
  - De Grote Prijs van Brabant juniors
  - 4e du Superprestige juniors
  - 6e de la Coupe du monde de cyclo-cross juniors
- 2018-2019
  - Trophée des AP Assurances espoirs #4, Scheldecross
  - Cyclocross Gullegem espoirs
  - 3e du championnat de Belgique de cyclo-cross espoirs
  - 6e de la Coupe du monde de cyclo-cross espoirs
  - 10e du championnat du monde de cyclo-cross espoirs
- 2019-2020
  - Coupe du monde de cyclo-cross espoirs #3, Duinencross
  - Trophée des AP Assurances espoirs #2, Flandriencross
  - Trophée des AP Assurances espoirs #3, CAPS Urban Cross
  - Trophée des AP Assurances espoirs #8, Krawatencross
  - 2e du championnat de Belgique de cyclo-cross espoirs
  - 3e du Trophée des AP Assurances espoirs
  - 4e de la Coupe du monde de cyclo-cross espoirs
  - 7e du championnat du monde de cyclo-cross espoirs
- 2020-2021
  - 8e du championnat du monde de cyclo-cross espoirs
- 2021-2022
  - USCX Cyclocross Series #6, Iowa City
  -  Médaillé d'argent du championnat d'Europe de cyclo-cross espoirs
  - 7e du championnat du monde de cyclo-cross espoirs
  - 8e de la Coupe du monde de cyclo-cross espoirs
- 2022-2023
  - GGEW Grand Prix, Bensheim
  - 5e de la Coupe du monde
  - 7e du championnat du monde de cyclo-cross
- 2023-2024
  - Internationale Cyclocross Heerderstrand, Heerde
  - X²O Badkamers Trofee #7-Krawatencross, Lille
  - Internationale Sluitingsprijs, Oostmalle
  - 3e du Superprestige
  - 5e de la Coupe du monde
  - 8e du championnat d'Europe de cyclo-cross
- 2024-2025
  - Classement général du Superprestige
  - Brumath Bike Festival, Brumath
  - X²O Badkamers Trofee #3, Hamme
  - Coupe du monde de cyclo-cross #5, Hulst
  - Exact Cross #7, Saint-Nicolas
  - 4e du championnat d'Europe de cyclo-cross

## Palmarès sur route

### Par années
- 2022
  - 3e étape du Province Cycling Tour
- 2024
  - Puivelde Koerse
  - 3e étape du Kreiz Breizh Elites

### Classements mondiaux
| Année                                 | 2021  | 2022  | 2023 | 2024  |
| ------------------------------------- | ----- | ----- | ---- | ----- |
| Classement mondial                    | 2718e | 2288e | nc   | 1874e |
| UCI Europe Tour                       | 1774e | 1436e | nc   | nc    |
|                                       |       |       |      |       |
| Légende : nc = non classéSource : UCI |       |       |      |       |

## Palmarès en VTT
- 2018
  -  Champion de Belgique de cross-country juniors